# Matang Tunong (Samudera)
Matang Tunong is een bestuurslaag in het regentschap Aceh Utara van de provincie Atjeh, Indonesië. Matang Tunong telt 343 inwoners (volkstelling 2010).